# MuCommander
Der muCommander ist ein plattformunabhängiger und quelloffener Dateimanager. Als portable Software ermöglicht muCommander auch spontane Wechsel zwischen unterschiedlichsten Betriebssystemen und Dateisystemen.
Die Zeichenfolge mu umschreibt in Auszeichnungssprachen den griechischen Buchstaben μ, das Symbol des Maßeinheitenvorsatzes Mikro. Seine Codierung durch mu ist zugleich kompakt und universell, weil ASCII. Der muCommander nutzt intensiv die Extensible Markup Language.
Der muCommander steht in der Tradition des Norton Commander. Hilfreich ist der muCommander insbesondere für macOS, da er im Gegensatz zu neueren macOS-Versionen SMBv1 selbst unterstützt. Die Benutzeroberfläche des muCommander unterstützt über zwei Dutzend Sprachen.
Seit Oktober 2004 ist der muCommander auch ein Client für das File Transfer Protocol.
Seit September 2007 ist der muCommander freie Software und versteht auch das Network File System.
Inzwischen ist der muCommander außerdem ein Client für das SSH File Transfer Protocol.